# مدال صلیب سرخ آلمان
مدال صلیب سرخ آلمان (به آلمانی: Ehrenzeichen des Deutschen Roten Kreuzes) مدالی است توسط سازمان صلیب سرخ آلمان اهدا میشود. این مدال در سال ۱۹۲۲ ساخته شد و برای نخستین بار در سال ۱۹۳۴ اهدا شد. این مدال از سال ۱۹۵۳ به شکل امروزی‌اش در آمده است.

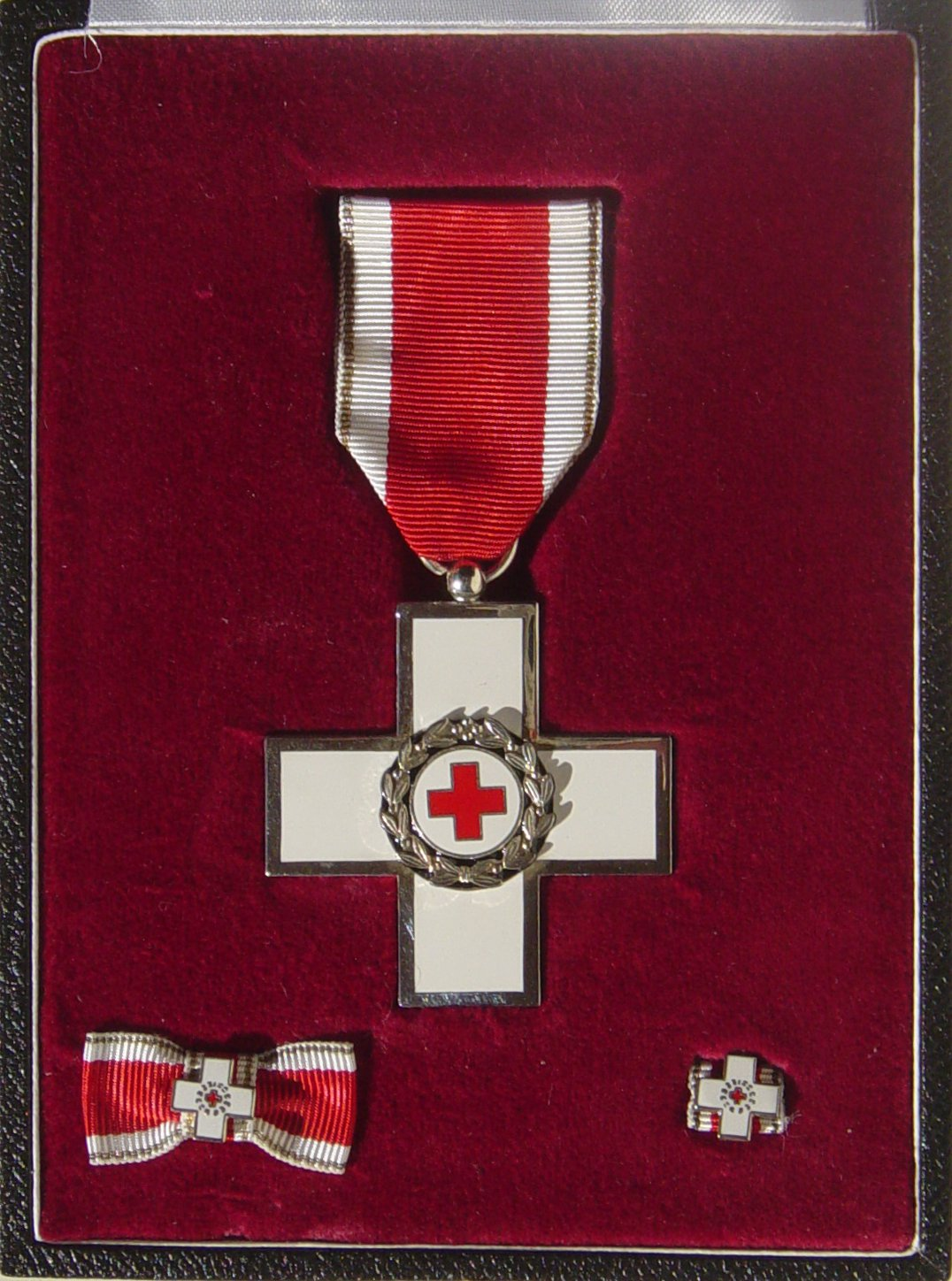